# Algo para cantar
Algo para cantar es el segundo disco de estudio del grupo de rock, Pereza.
Pereza se reduce a dúo y la formación en directo se completa con Rober (batería) y Pitu (guitarra). En la gira que acompaña al disco, telonearon a Bon Jovi y en la carretera van haciendo migas con otros compañeros de generación como Deluxe, Sidonie, Amaral o Los Piratas. La prensa comienza a hablar de ellos como “los nuevos Tequila”, “los nuevos Ronaldos”, etc.
En 2004 publicaron una edición especial con tres nuevas canciones.

## Lista de canciones
1. Pienso en aquella tarde - 2:54
2. Si quieres bailamos - 3:50
3. Yo sólo quiero - 2:24
4. La noria - 3:14
5. Dale a la guitarra - 3:03
6. Pelos de punta - 2:57
7. En donde estés - 3:43
8. Tirando de tu corazón - 3:24
9. Házmelo - 2:50
10. Manager - 2:50
11. Tu infierno - 2:36
12. Algo para cantar - 3:17

Edición especial

13. Pienso en aquella tarde (Versión acústica con Dani Martín y David Summers)

14. Yeah

15. Házmelo (Directo)
- Datos: Q5668251